# Kia Stinger
Kia Stinger je osobní automobil vyráběný jihokorejskou automobilkou Kia Motors. Jedná se o pětimístný sportovní sedan se zádí typu liftback. Na českém trhu je k dostání od 1. listopadu 2017. Vše bylo navrženo v německém oddělení a otestováno na Nürburgringu. 

## Technické vlastnosti
Vidlicový šestiválec 3,3 litru Lambda II s dvojitým přeplňováním má produkovat 370 koní při 6000 ot/min a dosahovat maxima točivého momentu 510 Nm v pásmu od 1300 do 4500 ot/min. S jednotkou V6 twin-turbo má dosáhnout akcelerace z 0 na 100 km za 5,1 sekundy, maximální rychlosti jízdy 269 km/h. Kia Stinger je k dispozici v různých provedeních litých kol a pneumatik. Modely s přeplňovaným čtyřválcem 2,0 litru obsahují sportovní pneumatiky 225/45 R18, vozy poháněné jednotkou 3,3 litru V6 obsahují 19” kola s pneumatikami rozdílných rozměrů: 225/40 R19 vpředu, respektive 255/35 R19 vzadu. V kombinaci s dvojitě přeplňovanou jednotkou 3,3 litru se standardně dodávají odvětrávané brzdové kotouče Brembo se čtveřicí pístů vpředu a dvoupístkovými třmeny na zadních kolech.
Stinger používá druhou generaci osmistupňové automatické převodovky v kombinaci s pohonem zadních kol. Převodové ústrojí poprvé v rámci značky Kia používá měnič točivého momentu typu CPA (Centrifugal Pendulum Absorber), tedy konstrukci vídanou více v leteckém průmyslu nebo u závodních automobilů. Použitá konstrukce pomáhá účinně redukovat torzní vibrace v rámci celého hnacího ústrojí. Řidič může ponechat řazení výhradně na samotné převodovce, nebo volit převodové stupně sám pomocí páček pod volantem. Podobně jako v případě odpružení a řízení je k dispozici až pět různých schémat řazení prostřednictvím elektronického systému jízdních režimů. Příslušným způsobem je upraveno i mapování motoru.

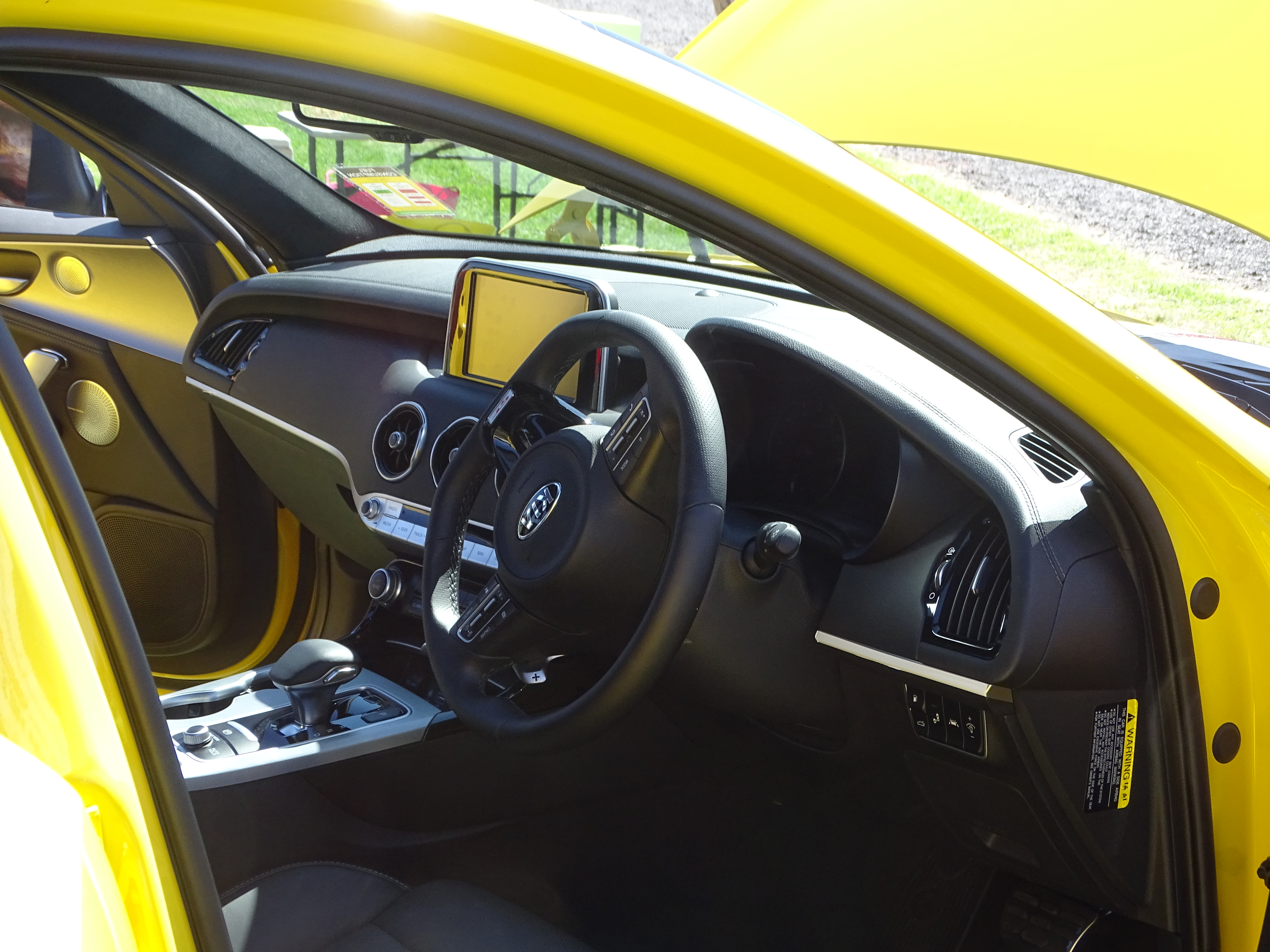

### Rozměry
| délka (mm)  | 4830 |
| šířka (mm)  | 1870 |
| výška (mm)  | 1400 |
| rozvor (mm) | 2905 |
| kufr (l)    | 406  |

## Vlastnosti vozu
Kia Stinger nabízí řadu bezpečnostních a asistenčních technologií. Nově systém sledování únavy řidiče DAA, ten při poklesu míry pozornosti řidiče se rozezní varovný tón a současně se na panelu zobrazí upozornění, že je čas na přestávku v řízení. Dále obsahuje tempomat ASCC, asistenta pro odvrácení kolize s překážkou vpředu AEB, asistenta pro jízdu v rychlém pruhu LKA, asistenční funkci upozorňování na omezení rychlosti SLIF a asistenta dálkových světel HBA. V interiéru je zabudován osmipalcový dotykový displej multimediálního systému. Standardní výbava obsahuje vyhřívaná a ventilovaná sedadla, vyhřívaný volant, audiosystém Harman/Kardon s 15 zabudovanými reproduktory, systém kamer s 360stupňovým zobrazením, head-up displej promítaný na čelní sklo či třízónovou klimatizaci. Zavazadelník pojme objem 406 litrů a poskytuje automatické otevírání kufru. Vůz je standardně vybaven systémy Apple CarPlay a Android Audio, což znamená bezproblémovou spolupráci chytrých telefonů s dotykovým systémem palubního monitoru.  

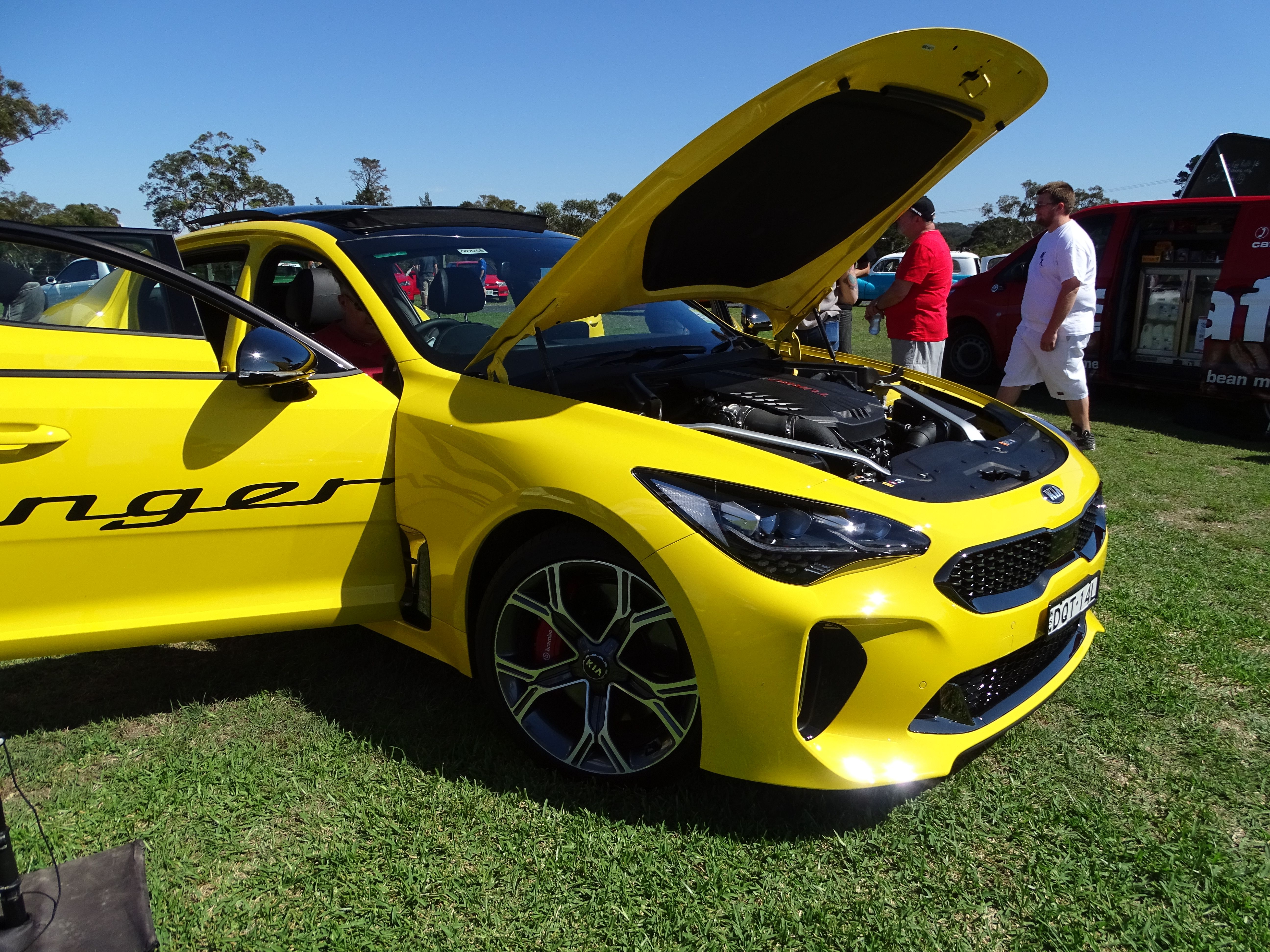

### Všechny stupně výbavy
GT
Hlavní prvky výbavy:
19“ hliníkové disky kol
řízení s variabilním převodovým poměrem (VGR)
elektronicky řízené tlumiče s nastavitelnou charakteristikou odpružení (ECS)
brzdiče Brembo
GT Line
Hlavní prvky výbavy:
třízónová klimatizace 
18“ hliníkové disky kol
hlavní světlomety Full LED
Harman Kardon prémiová soustava (15 reproduktorů)
head-up displej, AEB, SPTG, AVM, RCTA

## Zajímavost k uvedení
Automobilka Kia pro komerční přestávku finálovového Super Bowl 2018 (finálový zápas, kterým vrcholí play-off severoamerické National Football League v americkém fotbalu) připravila reklamu na Kia Stinger. V reklamě vystupuje legendární jezdec okruhů formule 1 Emerson Fittipaldi a frontman kapely Aerosmith Steven Tyler.